# Pátria (série de televisão)
Pátria é uma série de televisão espanhola criada por Aitor Gabilondo e produzida pela Alea Media para a HBO Espanha. Baseado no livro homónimo de Fernando Aramburu, o drama histórico conta a história de duas famílias durante o conturbado período das acções armadas do grupo terrorista ETA no País Basco.
O primeiro trailer foi lançado a 12 de março de 2020, contudo, devido à pandemia de COVID-19, a data de estreia foi adiada inicialmente sem uma nova data prevista. Meses depois, como forma de ressuscitar o interesse, foi lançado um segundo trailer a 30 de agosto de 2020. Pátria estreou simultaneamente em 21 países, incluindo Espanha, Portugal, Estados Unidos e vários países da América Latina, a 27 de setembro de 2020.

## Sinopse
Pátria é a adaptação televisiva do romance Pátria escrito por Fernando Aramburu em 2016. A trama relata o impacto imediato que o terrorismo etarra teve sobre a população espanhola, como esta vivia o seu dia a dia, no contexto do conflito armado, e as consequências dos seus actos, através de duas famílias, representando ao mesmo tempo as duas caras da mesma moeda. Por um lado, retrata a história daqueles que foram afectados directamente pelos ataques e por outro, daqueles que tinham algum tipo de relação pessoal ou familiar com as vítimas e os membros do grupo terrorista.
A obra de ficção televisiva narra a história de Bittori e Miren, outrora amigas inseparáveis a viver numa pequena localidade basca, contudo a sua relação muda abruptamente quando Txato, um conhecido empresário local e marido de Bittori, é assassinado à porta de casa. A partir desse dia, a vida de Bittori e dos seus filhos muda drasticamente, e Miren, cujo filho é militante do grupo terrorista ETA, decide proteger e tomar partido do filho, rompendo a relação com sua amiga. A partir desse momento, as duas famílias encontram-se em lados opostos da barricada, enfrentando um duelo de divergências e contradições morais, enquanto tentam seguir com as suas vidas. 
Anos mais tarde, no dia em que a ETA anuncia o fim da violência, Bittori, agora estabelecida em Donosti, decide regressar à sua terra. Ali ouve comentários sussurrados e sente o desprezo nos olhares de quem a reconhece. No entanto, tem uma missão e não vai desistir de procurar a verdade sobre a morte de seu marido.

## Elenco

### Elenco Principal
- Elena Irureta como Bittori
- Ane Gabarain como Miren Uzkudun
- José Ramón Soroiz como Jesús María "Txato" Lertxundi Altuna
- Mikel Laskurain como Joxian Garmendia
- Loreto Mauleón como Arantxa Garmendia Uzkudun
- Susana Abaitua como Nerea Lertxundi
- Eneko Sagardoy como Gorka Garmendia Uzkudun
- Íñigo Aranbarri como Xabier Lertxundi
- Jon Olivares como Joxe Mari Garmendia Uzkudun

### Elenco Secundário
- María Isabel Díaz Lago como Celeste
- Alvar Gordejuela como Juancar
- Fernando Guallar como Quique
- Begoña Maestre como Aránzazu
- Patxi Santamaría como Don Serapio
- Íñigo de la Iglesia como Patxi
- Lander Otaola como Jokin
- Mikele Urroz como Josune
- Chechu Salgado como Carlos Vázquez Teixeiro "Patxo"
- Nagore Aranburu como Txopo
- Marcel Borràs como José Carlos
- Pepe Barroso como Klaus-Dieter
- Adolfo Fernández como Chefe de Joxian
- Jon Plazaola como Eneko

## Episódios
| Nº | Título                       | Dirigido por    | Escrito por     | Data de lançamento original |
| -- | ---------------------------- | --------------- | --------------- | --------------------------- |
| 1  | Octubre benigno              | Félix Viscarret | Aitor Gabilondo | 27 de setembro de 2020      |
| 2  | Encuentros                   | Félix Viscarret | Aitor Galiondo  | 27 de setembro de 2020      |
| 3  | Últimas meriendas            | Félix Viscarret | Aitor Galiondo  | 4 de outubro de 2020        |
| 4  | Txato, entzum, pim, pam, pum | Félix Viscarret | Aitor Galiondo  | 11 de outubro de 2020       |
| 5  | El país de los callados      | Óscar Pedraza   | Aitor Galiondo  | 18 de outubro de 2020       |
| 6  | Patrias y mandangas          | Óscar Pedraza   | Aitor Galiondo  | 25 de outubro de 2020       |
| 7  | Pan ensangrentado            | Óscar Pedraza   | Aitor Galiondo  | 1 de novembro de 2020       |
| 8  | Mañana de domingo            | Óscar Pedraza   | Aitor Galiondo  | 8 de novembro de 2020       |

## Lançamento
Completadas as filmagens em 2019 e a pós-produção nos primeiros meses de 2020, a série tinha contemplada a sua apresentação para março, no Festival Séries Mania em França, sendo anunciada a data de estreia mundial para o dia 17 de maio. Contudo, devido à pandemia de COVID-19, ambos eventos foram cancelados. Seis meses depois, Pátria estreou finalmente a 27 de setembro de 2020, durante o Festival Internacional de Cinema de San Sebastián. Com o propósito da produção espanhola obter mais promoção, a 29 de setembro de 2020, o primeiro episódio foi emitido em toda a Espanha, em canal aberto, nomeadamente na Telecinco.

## Polémica
Em setembro de 2020, a poucas semanas da sua estreia, a HBO publicou um cartaz que gerou uma forte reacção, sobretudo nas redes sociais, onde revelava dois fotogramas lado a lado: um homem desnudado após ter sido torturado pela polícia e ao lado uma mulher a chorar agarrada ao corpo de um homem assassinado. Muitas pessoas interpretaram a imagem como um sinal que a série faria uma literal comparação entre o lado dos terroristas e o lado das vítimas de terrorismo, não abordando a trama interligada presente na obra literária original. Devido aos muitos comentários e críticas nocivas, antes mesmo da série ser exibida, o escritor Fernando Aramburu veio publicamente explicar que apesar de na sua opinião o cartaz ser infortuno, o argumento seria respeitado e encaixaria no tom da série.

## Prêmios e indicações
| Ano  | Prêmio                                      | Categoria                                          | Indicado        | Resultado | Ref           |
| ---- | ------------------------------------------- | -------------------------------------------------- | --------------- | --------- | ------------- |
| 2020 | Ondas Awards 2020                           | Melhor Série Dramática                             | Pátria          | Vencedor  |               |
| 2021 | Emmy Internacional 2021                     | Melhor Atriz                                       | Ane Gabarain    | Nomeado   | [ 10 ] [ 11 ] |
| 2021 | Fotogramas de Plata 2021                    | Prémio do Júri - Categoria: Melhor Série Espanhola | Pátria          | Nomeado   | [ 12 ]        |
| 2021 | Feroz Award 2021                            | Melhor Atriz                                       | Elena Irureta   | Vencedora |               |
| 2021 | Feroz Award 2021                            | Melhor Atriz                                       | Ane Gabarain    | Nomeada   |               |
| 2021 | Feroz Award 2021                            | Melhor Atriz Secundária                            | Loreto Mauleón  | Vencedora |               |
| 2021 | Feroz Award 2021                            | Melhor Atriz Secundária                            | Susana Abaitua  | Nomeada   |               |
| 2021 | Feroz Award 2021                            | Melhor Ator Secundário                             | Mikel Laskurain | Nomeado   |               |
| 2021 | Feroz Award 2021                            | Melhor Ator Secundário                             | Eneko Sagardoy  | Nomeado   |               |
| 2021 | Feroz Award 2021                            | Melhor Série Dramática                             | Pátria          | Nomeado   |               |
| 2021 | José María Forqué Awards 2021               | Melhor Atriz                                       | Elena Irureta   | Vencedora |               |
| 2021 | José María Forqué Awards 2021               | Melhor Atriz                                       | Ane Gabarain    | Nomeada   |               |
| 2021 | José María Forqué Awards 2021               | Melhor Série                                       | Pátria          | Nomeado   |               |
| 2021 | The Platino Awards for Iberoamerican Cinema | Melhor Minisérie ou Série Televisiva               | Pátria          | Vencedor  |               |
| 2021 | The Platino Awards for Iberoamerican Cinema | Melhor Criador de Série Televisiva                 | Aitor Gabilondo | Vencedor  |               |
| 2021 | The Platino Awards for Iberoamerican Cinema | Melhor Atriz numa Série Televisiva                 | Elena Irureta   | Vencedora |               |
| 2021 | The Platino Awards for Iberoamerican Cinema | Melhor Atriz Secundária numa Série Televisiva      | Lorteo Mauleón  | Vencedora |               |
| 2021 | The Platino Awards for Iberoamerican Cinema | Melhor Atriz Secundária numa Série Televisiva      | Susana Abaitua  | Nomeada   |               |
| 2021 | Zapping Awards 2021                         | Melhor Série Televisiva                            | Pátria          | Vencedor  |               |